# Peace of Mind (canción de Boston)
«Peace of Mind» es una canción escrita por Tom Scholz y fue publicada originalmente por la banda de rock estadounidense Boston en su álbum debut homónimo en 1976. Este sencillo fue lanzado un año después como el tercer y último del álbum. Como sencillo, la canción se posicionó en el lugar 38° en la lista Billboard Hot 100 en 1977.  “Peace of Mind” es una de las seis canciones en las que trabajó Scholz entre 1974 y 1975 antes de que Boston consiguiera su contrato discográfico, de las cuales cinco de ellas aparecieron en el álbum Boston.  La batería fue tocada originalmente por Jim Masdea, aunque fue Sib Hashian quien la grabó en la versión final.

## Formación
- Brad Delp - voz
- Tom Scholz - guitarra y bajo
- Sib Hashian - batería